# Thunder Blade
Thunder Blade (サンダーブレード), a volte chiamato Thunderblade da fonti esterne, è un videogioco arcade sparatutto a scorrimento pubblicato nel 1987 dalla SEGA, caratterizzato dall'alternarsi di inquadrature del proprio elicottero dall'alto e da dietro, in entrambi i casi con tridimensionalità.
Tra il 1988 e il 1990 venne convertito per i computer Amiga, Amstrad CPC, Atari ST, Commodore 64, MS-DOS, MSX e ZX Spectrum in Occidente (edito dalla SEGA in America e dalla U.S. Gold in Europa), per le console PC Engine e Sega Master System, e per il computer giapponese Sharp X68000. La Tiger Electronics ne derivò anche un gioco elettronico portatile LCD (1988).
Sebbene non ci siano riferimenti ufficiali, l'elicottero è simile a quello del film Tuono blu e una schermata introduttiva è tratta dalla digitalizzazione di un fotogramma del film.
Thunder Blade ha avuto un seguito, Super Thunder Blade (1988) per Sega Mega Drive; in pratica, più che un seguito si può considerare una variante dell'originale.
Nel 2014 un rifacimento fedele della versione arcade venne pubblicato per Nintendo 3DS con il titolo 3D Thunder Blade e con alcune caratteristiche aggiuntive. Con il titolo Thunder Blade fu inserito nella raccolta del 2015 Sega 3D Classics Collection.

## Modalità di gioco
Si pilota un elicottero con visuale tridimensionale in terza persona, che può essere dall'alto o da dietro a seconda della fase. In entrambi i casi, negli scenari sono presenti ostacoli che arrivano ad alte quote, ad esempio palazzi. L'originale arcade, così come gran parte delle conversioni, realizza i grandi ostacoli tridimensionali con una tecnica grafica di sovrapposizione di più strati di immagini bidimensionali che vengono ridimensionate in base alla distanza.
I nemici da affrontare sono carri armati, elicotteri, aerei e barche, di solito armati con proiettili singoli. Bisogna inoltre evitare di schiantarsi contro gli ostacoli.
L'elicottero del giocatore è armato di doppio cannoncino multiuso e di doppi missili aria-terra, entrambi con munizioni illimitate. I missili sono più potenti, ma hanno minor cadenza di fuoco.
Si inizia con visuale dall'alto a scorrimento verticale verso l'alto (per una piccola ampiezza lo scenario può scorrere anche lateralmente). Si può variare la posizione orizzontale, l'altitudine e la velocità di avanzamento dell'elicottero. Tutti i proiettili del giocatore viaggiano verso terra oltre che in avanti; quelli sparati dagli avversari a terra viaggiano verso l'alto.
Quando la visuale diventa da dietro, l'elicottero avanza sempre dritto in direzione perpendicolare allo schermo e il giocatore può spostarlo in tutte le direzioni rispetto allo schermo, oltre a cambiare la velocità. Qui solo i missili del giocatore viaggiano verso il suolo, mentre i cannoncini sparano dritto in avanti.
Ogni livello inizia con una fase con vista dall'alto, poi c'è una fase con vista da dietro, e infine uno scontro con un boss, di nuovo con vista dall'alto, in questo caso però l'altitudine è fissa e si può andare anche all'indietro. Fa eccezione il boss dell'ultimo livello, che si affronta con visuale da dietro e senza scorrimento.
Ci sono quattro livelli: una città con grattacieli, una gola desertica seguita da una montagna con piloni di roccia, un delta fluviale, e una città notturna seguita da una raffineria. I quattro boss sono un'enorme nave, un enorme veicolo terrestre e un enorme aereo, che vengono sorvolati, e infine una fortezza vista di fronte.

### Cabinato
Il cabinato arcade uscì in due versioni. Quella Deluxe è dotata di sedile e di una lunga barra di comando situata tra le ginocchia del giocatore, in grado anche di far inclinare meccanicamente il sedile a seconda dei movimenti. La più semplice versione verticale ha una barra di comando più piccola, dotata però di force feedback. Entrambi i modelli hanno una manetta a parte per la regolazione della velocità dell'elicottero.

### Conversioni
Le conversioni domestiche riuscirono a riproporre i quattro livelli e di solito tutte le capacità dell'elicottero dell'originale arcade. Ad esempio sugli home computer il cambio di velocità è possibile tramite tastiera o joystick avanti/indietro+fuoco, e il pulsante di fuoco aziona sia i cannoncini sia i missili.
Nelle versioni per computer prodotte originariamente dalla U.S. Gold è presente in-game advertising della Pepsi; nel caso del Commodore 64 esistono due versioni del gioco, quella originale britannica e quella riadattata per il mercato USA, che è riconoscibile dall'assenza di pubblicità e presenta anche altri ritocchi grafici.
Alcune edizioni europee per computer (almeno Atari ST e ZX Spectrum) avevano inoltre allegata una cassetta musicale con Counterpoint degli Art of Noise.
La versione PC Engine, pur essendo piuttosto fedele, non permette il cambio di velocità e, nelle fasi con vista dall'alto, neppure di altitudine.
La versione Master System è anch'essa priva del cambio di altitudine. Manca anche il cambio di velocità, ma in compenso è presente il movimento avanti/indietro: le fasi con vista dall'alto divengono uno sparatutto a scorrimento più tradizionale, con la possibilità di muovere l'elicottero nelle 8 direzioni e senza ostacoli.
La versione ZX Spectrum ha l'azione di gioco in bianco e nero; la versione MSX è un porting diretto e quasi identico di quella per Spectrum.

## Accoglienza
Thunder Blade in versione arcade non ebbe un grosso successo, specialmente in confronto ad altri celebri giochi SEGA tecnicamente simili, come Space Harrier, Out Run e After Burner. A differenza di questi, non fu sviluppato dal noto studio Sega AM2. Il principale problema, secondo la rivista Retro Gamer, sarebbe nei comandi della versione deluxe. Il sedile inclinabile non è motorizzato come quello di Out Run o After Burner, ma è mosso da un sistema di leve con la spinta del giocatore stesso sulla barra di comando; un sistema più economico, ma meno d'effetto dei precedenti. Inoltre la manetta della velocità sarebbe mal posizionata. Anche alcune riviste britanniche all'epoca dell'uscita criticarono il sistema di controllo.
In Giappone comunque, all'inizio del 1988, il cabinato deluxe arrivò quarto nella classifica quindicinale della rivista Game Machine degli arcade di tipo verticale/abitacolo di maggior successo.
Le conversioni domestiche furono prevalentemente apprezzate dalla critica europea contemporanea, con giudizi variabili dal medio al molto buono. La versione Master System vinse il "premio console" ai Golden Joystick Awards 1988/1989. La versione Commodore 64 fu nominata "medaglia d'oro" di gioco del mese dalla rivista Zzap! e quella ZX Spectrum ottenne riconoscimenti simili da Crash e Your Sinclair.